# Stamora Germană, Timiș

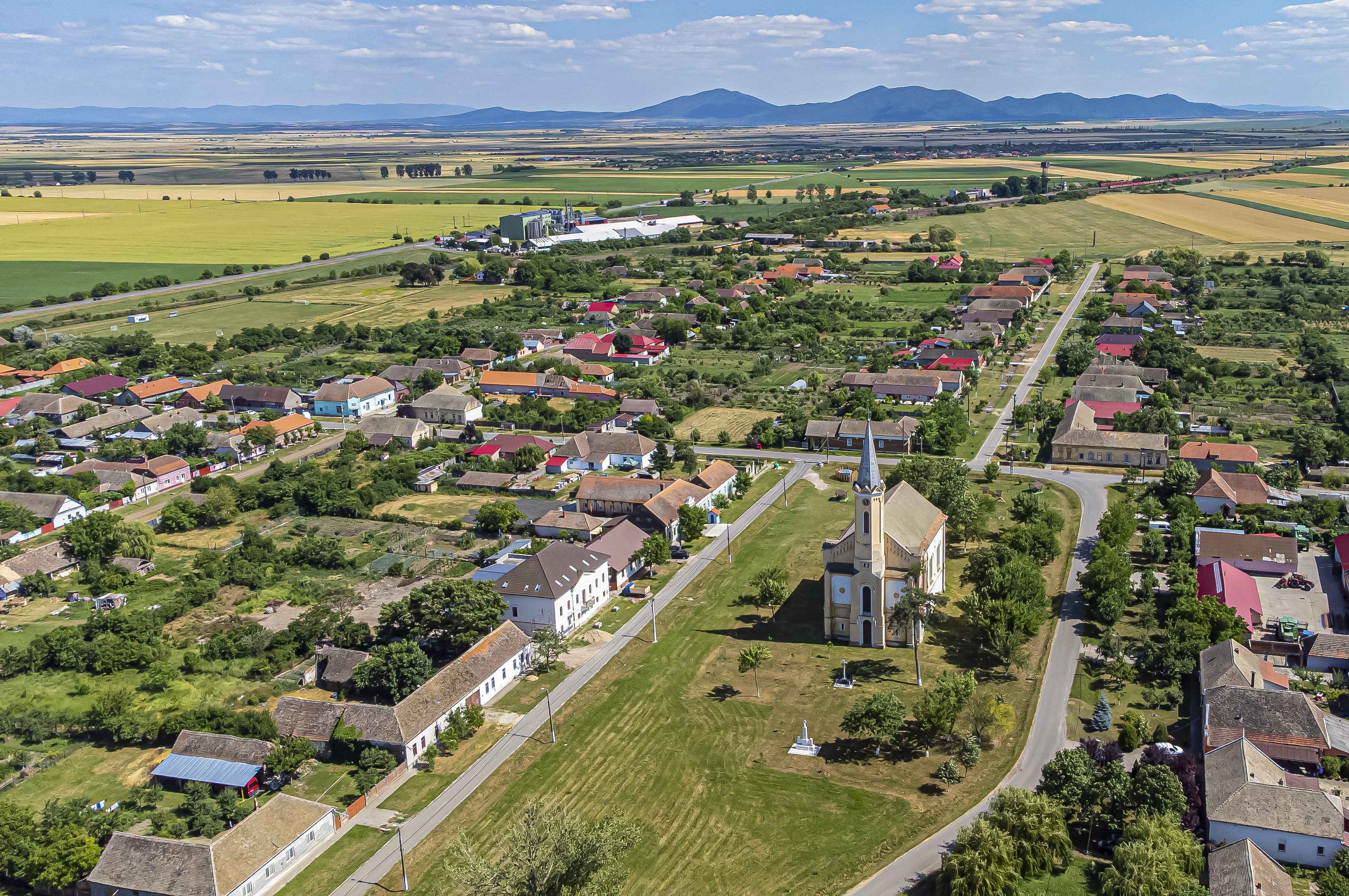
În această imagine aeriană a centrului satului Stamora Germană, se remarcă biserica Romano-Catolică, construită în 1857.

Stamora Germană (în germană Deutsch-Stamora, în maghiară Alsosztamora, Nemetsztamora) este un sat în comuna Moravița din județul Timiș, Banat, România. Face parte din comuna Moravița și are o populație de 892 locuitori (2002), majoritatea români.

## Localizare
Se situează în extremitatea sudică a județului Timiș, la granița dintre România și Serbia. Este traversată de drumul național DN 59, Timișoara - vama Stamora Moravița. Punctul vamal se situează 6 km la sud, după localitatea Moravița. Distanța până la cel mai apropiat centru urban, orașul Deta, este de 13 km. Față de municipiul Timișoara se află la o distanță de circa 56 km. Prin Stamora trece și Calea ferată Timișoara-Stamora Moravița, cu stația Stamora Moravița, punct vamal feroviar.

### Vecini
Se învecinează la nord cu Denta, la est cu Dejan, la sud cu Moravița, la vest cu Gaiu Mic.

## Istorie

### Stamora slovacă
Localitatea de azi a s-a format prin colonizarea cu germani începând cu anul 1789. Înaintea venirii germanilor așezarea a fost slovacă. Satul vechi s-a format la sfârșitul perioadei turcești, prin colonizare cu slovaci, similar cu localitatea Nădlac din județul Arad. În documentele habsburgice apare denumirea de Toth Stamora (Stamora Tăută, adică slovacă). La 1783 existau 158 de case de tăuți (slovaci).

### Colonizarea germanilor
La 1789 au început să sosească primii germani, provenind din diferite zone ale Germaniei. Însă marea majoritate a germanilor a început să sosească aici pe la 1802-1803, fiind șvabi bănățeni din satele germane cele mai importante: Lovrin, Săcălaz, Bulgăruș, Grabaț, dar și din localitățile învecinate Moravița sau Plandiște (Zichydorf, în Banatul sârbesc). Slovacii au început să plece spre alte localități din apropiere: Butin, Șemlac, Clopodia. Cei care au rămas, au fost cu timpul asimilați de masa germană.
Prima școală a fost ridicată la scurt timp de la colonizare, în 1806. Era un tip de școală parohială, pentru că în aceeași perioadă începe să se formeaze și parohia (germanii erau cu toții romano-catolici, de aceea se înțelege că aceste evenimente aveau loc în jurul bisericii romano-catolice). La primele însemnări, parohia avea în jur de 700 de membri. Din 1811, devine parohie de sine stătătoare. Până la jumătatea secolului XIX, avea să depășească cifra de 1.000. Biserica mare s-a construit abia în 1857, cu bani din fondul religios al statului.

### Calea ferată
Un eveniment deosebit de important pentru evoluția localității l-a constituit construcția căii ferate. Lucrările au început în 1855 și au fost terminate în 1858. A fost inaugurată pe 11 iulie în același an. Calea ferată Timișoara-Stamora Moravița continua prin Vârșeț până la portul dunărean Baziaș, întrucât era concepută să lege Timișoara de Dunăre, traversând întreaga provincie austro-ungară Banat, care includea și partea sârbească de astăzi. În acest context, Stamora Germană a avut foarte mult de câștigat. Ea împărțea o stație cu localitatea vecină Moravița. Această stație era foarte bine dotată și permitea transportul rapid de mărfuri și persoane. Produsele din Stamora puteau fi rapid încărcate și trimise la Deta, Vârșeț, sau mai departe, în Imperiul Austro-Ungar. Calea ferată a stimulat în mod deosebit dezvoltarea economică.

### 1914-1944
Primul război mondial a avut un impact puternic asupra comunității stămorene. Mai mulți locuitori au fost înrolați și au decedat pe front. În cinstea lor a fost ridicat un monument. 
După unirea Banatului cu România, populația s-a menținut relativ constantă. La mică distanță la sud a fost trasată noua frontieră dintre România și Serbia, însă germanii bănățeni care au participat la unire, au susținut unirea cu România. Stamora a intrat în componența României. 
Al doilea război mondial a însemnat pentru germanii din Stamora un "început al sfârșitului". Mulți germani au fost încorporați în armata germană și au murit în război.

### Instaurarea regimului comunist
După intrarea armatelor sovietice în România, a început și prigoana împotriva germanilor. Considerați "inamici ai poporului", fasciști, colaboratori ai naziștilor, ei au fost deportați în Siberia, apoi în Bărăgan, alungați sau discriminați politic și economic. Această stare de fapt a dus la emigrarea masivă, în special spre Germania. Nu mai puțin de 252 de persoane au fost deportate în Bărăgan numai din Stamora Germană (adică aproape un sfert din populație). Concomitent, au început să vină aici primele familii de români: refugiați basarabeni, moldoveni fugiți din cauza condițiilor grele de viață, etc.

### Perioada Ceaușescu
În 1966 Stamora Germană avea o populație 1.026 de locuitori, dintre care 566 germani și 322 români. În decurs de 20 de ani numărul germanilor a scăzut la jumătate. O oarecare îmbunătățire a condițiilor economice și politice a avut loc după 1968, prin distanțarea României de URSS. Totodată agricultura a fost modernizată în oarecare măsură, s-a dezvoltat infrastructura, a fost introdus curentul electric. Cu toate acestea, condițiile politice erau cât se poate de nefavorabile, în special pentru germani, care nu aveau niciun drept politic. Între 1967 și 1989 s-a desfășurat Acțiunea Recuperarea, prin care regimul Nicolae Ceaușescu a vândut populația germană din România. Astfel, în schimbul unei sume în valută, membrilor comunității germane li se permitea să părăsească țara. O parte a comunității din Stamora a emigrat pe această cale.

### Perioada contemporană
Ultimul mare val de emigrări a avut loc imediat după căderea comunismului din România. După acest moment, Stamora a mai rămas „germană” doar cu numele, pentru că populația a devenit în majoritatea covârșitoare, românească. Condițiile economice s-au înrăutățit. Abia după 2000 ele au cunoscut o îmbunătățire.

## Evoluția populației
Conform datelor disponibile de la recensăminte, populația din Stamora Germană a evoluat astfel:

## Viața religioasă
Conform recensământului din 2002, populația din Stamora Germană este alcătuită din 758 de ortodocși (85%), 128 de romano-catolici (14%) și sub 1% de alte religii. Credincioși ortodocși se reunesc la capela „Sf. Ilie”, un lăcaș care datează din 1886. Parohia romano-catolică a fost desființată în 1992. Ruga are loc pe 20 iulie.